# (33934) 2000 LA30
2000 LA30 (asteroide 33934) é um asteroide da cintura principal. Possui uma excentricidade de 0.22139240 e uma inclinação de 3.10858º.
Este asteroide foi descoberto no dia 7 de junho de 2000 por LINEAR em Socorro.